# برکانت گوکتان
برکانت گوکتان (انگلیسی: Berkant Göktan؛ زادهٔ ۱۲ دسامبر ۱۹۸۰) بازیکن فوتبال اهل آلمان است.
از باشگاه‌هایی که در آن بازی کرده‌است می‌توان به باشگاه فوتبال بایرن مونیخ ۲، باشگاه فوتبال بشیکتاش، باشگاه فوتبال گالاتاسرای، باشگاه فوتبال کایزرسلاوترن، باشگاه فوتبال آرمینیا بیله‌فلد، باشگاه فوتبال مونیخ ۱۸۶۰، باشگاه فوتبال بایرن مونیخ، باشگاه فوتبال موانگتونگ یونایتد، و باشگاه فوتبال بروسیا مونشن‌گلادباخ اشاره کرد.
وی همچنین در تیم ملی فوتبال زیر ۲۱ سال ترکیه بازی کرده‌است.